# Arvo Lindén
Pour les articles homonymes, voir Linden.
Arvo Leander Linko Lindén (né le 27 février 1887 à Tampere et mort le 18 mars 1941 à Helsinki) est un lutteur gréco-romain finlandais.

## Biographie
Arvo Lindén obtient la médaille de bronze olympique en 1908 à Londres en moins de 73 kg. Il remporte son seul titre de champion de Finlande la même année. Les deux années suivantes, il est sacré champion de Russie.